# Yuniel Hernández
Yuniel Hernández Solar (né le 28 mars 1981 à Caimito) est un athlète cubain, spécialiste du 110 m haies.
Son meilleur temps est de 13 s 26, obtenu alors qu'il n'avait que 20 ans à Salamanque. Il remporte le titre lors des Championnats du monde juniors d'athlétisme 2000 à Santiago du Chili en 13 s 60.